# Krčmar
Krčmar (cyr. Крчмар) – wieś w Serbii, w okręgu kolubarskim, w gminie Mionica. W 2011 roku liczyła 331 mieszkańców.